# Kim Ja-bee
Kim Ja-bee (ur. 13 lutego 1987 w Seulu) – południowokoreański wspinacz sportowy. Specjalizował się w boulderingu, prowadzeniu oraz we wspinaczce łącznej. Dwukrotny wicemistrz Azji we wspinaczce sportowej; w 2005 w konkurencji prowadzenie, a w 2013 w boulderingu.

## Kariera sportowa
Na mistrzostwach Azji w 2005 w irańskim Kermanie we wspinaczce sportowej w konkurencji  prowadzeniu wywalczył srebrny medal, w finale przegrał z kolegą z reprezentacji Son Sang-wonem. 
W 2013 w irańskim Teheranie na mistrzostwach Azji zdobył dwa medale w konkurencji bouldering srebrny, a w prowadzeniu brązowy.
W 2019 na mistrzostwach świata w Hachiōji w prowadzeniu zajął 36 miejsce, a  we wspinaczce łącznej był 53. Zajęcie tak odległych miejsc w tym w klasyfikacji generalnej wspinaczki łącznej nie zapewniło mu kwalifikacji olimpijskich na IO 2020 w Tokio we wspinaczce sportowej.

## Osiągnięcia

### Mistrzostwa świata
| Konkurencje       | 2003 | 2005 | 2011 | 2012 | 2014 | 2016 | 2019 |
| Bouldering        | 64   | 58   | 98   | 65   | 55   | 91   | 55   |
| Prowadzenie       | 69   | 73   | 41   | 27   | —    | 45   | 36   |
| Wsp. na czas      | —    | —    | —    | —    | —    | —    | 61   |
| Wspinaczka łączna | —    | —    | —    | —    | —    | —    | 53   |

### Mistrzostwa Azji
| Konkurencje  | 2004 | 2005 | 2007 | 2013 | 2015 | 2016 |
| Bouldering   | —    | —    | 11   | 2    | 10   | 12   |
| Prowadzenie  | 4    | 2    | —    | 3    | 10   | 6    |
| Wsp. na czas | —    | —    | —    | 27   | —    | —    |